# دراگوشواتس
دراگوشواتس (به صربی: Dragoševac) یک روستا در صربستان است که در ناحیه پوموراولیه واقع شده‌است.
 دراگوشواتس  ۵۰۱ نفر جمعیت دارد.